# Eugenia Moldoveanu
Eugenia Moldoveanu (n. 19 martie 1944, Bușteni) este o soprană română.

## Biografie
Eugenia Moldoveanu a copilărit la Azuga. De la vârsta de 7 ani studiază pianul cu Aurel Bobescu, cel mai mare dintre frații Bobescu. Între anii 1963-1968 a studiat canto la Conservatorul de Muzică "C. Porumbescu" din București cu Arta Florescu iar la clasa de operă l-a avut ca profesor pe Hero Lupescu. În anul 1968 câștigă premiul I la concursul de la Sofia cu Traviata de Giuseppe Verdi. Imediat este angajată la Opera Națională din București unde debutează în rolul Donna Anna din Don Giovanni de Mozart. În anul 1970 câștigă premiul I la Concursurile Internaționale "G. Enescu" din București și la Toulouse în Franța. În anul 1973 obține marele premiu la concursul Madama Butterfly din Tokyo, premiu pe care îl primește de la Maria Callas, președinta juriului. Apoi începe o frumoasă carieră, ce o poartă pe toate marile scene ale lumii.
Printre scenele pe care a cântat se numără Metropolitan Opera din New York, Scala din Milano, Opera din Hamburg, Covent Garden din Londra, Arenele din Verona, Teatro Colon din Buenos Aires, Opera de Stat din Viena; alături de artiști precum Placido Domingo, Jose Carreras, Carlo Bergonzi, Alfredo Kraus, Renato Bruson, Giuseppe Taddei, Ruggero Raimondi, Katia Ricciarelli, Nicolai Ghiaurov, sub baghetele unor dirijori ca Riccardo Muti, Claudio Abbado, Giuseppe Patanè, Georges Prêtre sau Wolfgang Sawallisch. În repertoriul ei s-au regăsit titluri de operă ca: Don Giovanni, Idomeneo, Flautul fermecat, Nunta lui Figaro, Traviata, Luisa Miller, Simon Boccanegra, Ernani, Otello, Boema, Madama Butterfly, Turandot, Gianni Schicchi, Manon Lescaut, Der Freischütz, Carmen, Manon, Năpasta, Oedip; iar din repertoriul vocal-simfonic: Simfonia a IX de Beethoven, Recviemul de Verdi, Brahms, Mozart, "Stabat Mater" de Dvorak, "Missa Solemnis" de Beethoven.
S-a retras de pe scenă la vârsta de 49 de ani. A predat canto la Universitatea națională de muzică din București. A fost secretar de stat la Ministerul Culturii (1994-1996), director general al Operei Române (1993-1995) și parlamentar din partea PDSR (1996-2001), respectiv PSD (2001-2004). A deținut funcția de vicepreședinte al delegației Permanente a BEx. Central al PDSR.

## Înregistrări
- Madama Butterfly - cu Emil Gherman, Eduard Tumagian, Mihaela Agachi; corul filarmonicii din Cluj și orchestra filarmonicii din Satu Mare, dirijor Paul Popescu (1979), Electrecord 2CD
- Boema - cu Ludovic Spiess, David Ohanesian, Pompei Hărășteanu; corul si orchestra Operei Naționale din București, dirijor Constantin Petrovici (1982), Electrecord 2CD
- Eugenia Moldoveanu - Arii din opere (2000) - Electrecord 1CD

## Distincții și premii
- Premiul I la concursul de la Sofia 1968
- Marele premiu la concursul Madama Butterfly, Tokyo 1973
- Cetățean de onoare al municipiului Ploiești
- Ordinul „Meritul Cultural” clasa a II-a (20 august 1984) „pentru contribuția deosebită adusă la înfăptuirea politicii Partidului Comunist Român de făurire a societății socialiste multilateral dezvoltate în patria noastră, cu prilejul celei de-a 40-a aniversări a revoluției de eliberare socială și națională, antifascistă și antiimperialistă”[4]
- Ordinul național „Steaua României” în grad de Ofițer (1 decembrie 2000) „pentru realizări artistice remarcabile și pentru promovarea culturii, de Ziua Națională a României”[5]